# Dornier Do 212
O Dornier Do 212 foi um hidroavião anfíbio construído pela Dornier. O projecto foi iniciado em 1938 pela empresa da Dornier na Alemanha e na Suíça, ficando a última responsável pela construção.
Era um avião todo em metal, monoplano e monomotor. Após o primeiro voo, a performance demonstrada pela aeronave deixaram muito a desejar, apresentando dificuldade em descolar e instabilidade durante o voo. Por fim, o único exemplar construído foi transformado em sucata em 1943.